# Monte Hood
O Monte Hood, chamado por Wy'east pela tribo Multnomah, é um estrato-vulcão no Cascade Volcanic Arc no norte de Oregon. Foi formado por uma subducção na costa oeste do Oceano Pacífico e repousa no Pacífico a Noroeste dos Estados Unidos.

## Altura
A altura atribuída ao Monte Hood foi variando durante a sua história. As modernas fontes indicam três alturas diferentes: 11,249 pés (3,429 m) de altura, uma medida feita em 1991 pelo U.S. National Geodetic Survey; 11,240 pés (3,426 m) de altura, baseado numa expedição científica de 1993; e 11,239 pés (3,426 m de altura, de origem mais recente).

## Nome
O nome Multnomah para Monte Hood é Wy'east. Numa versão da lenda, os dois filhos do Grande Espírito Sahale apaixonaram-se pela linda criada Loowit que não conseguia decidir quem escolher. Os dois valentes, Wy'east e Klickitat, queimaram florestas e vilas em batalha por ela. Sahale zangou-se e transformou os três apaixonados em montanhas. Fez o Mount St.Helens para Loowit, o Monte Hood para Wy'east e o Monte Adams para Klickitat.

## Galeria

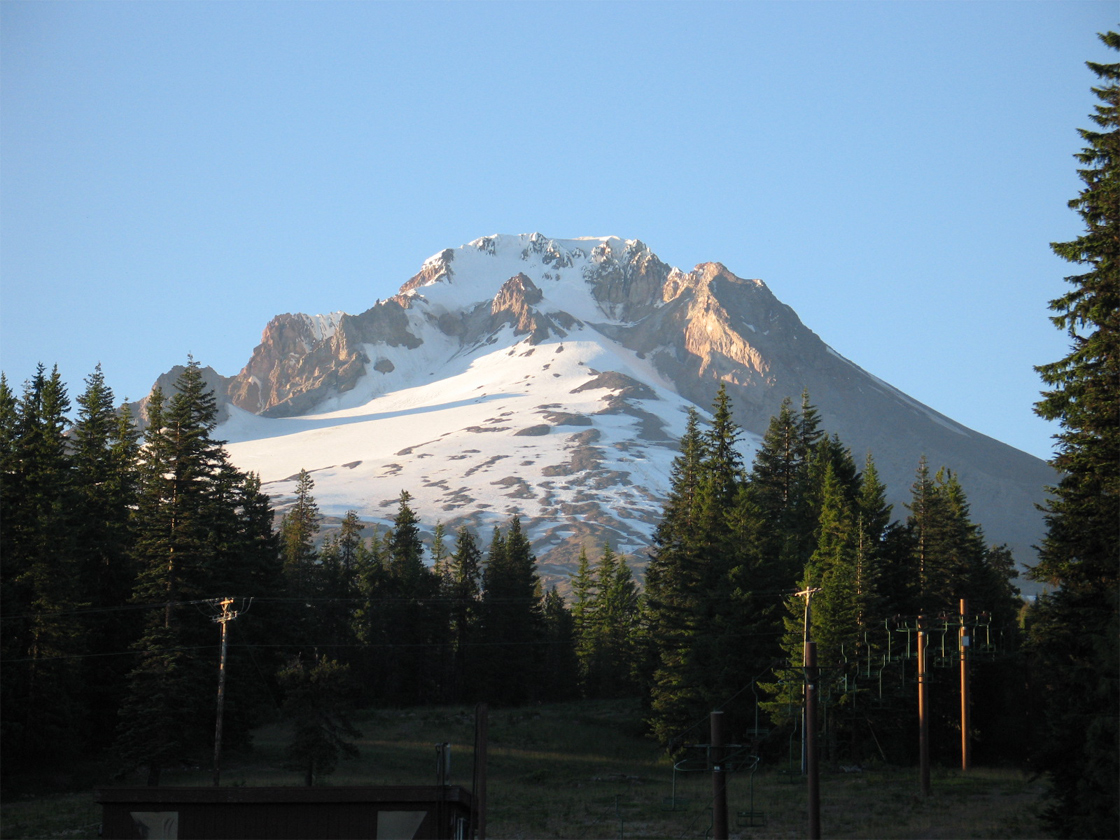
Monte Hood
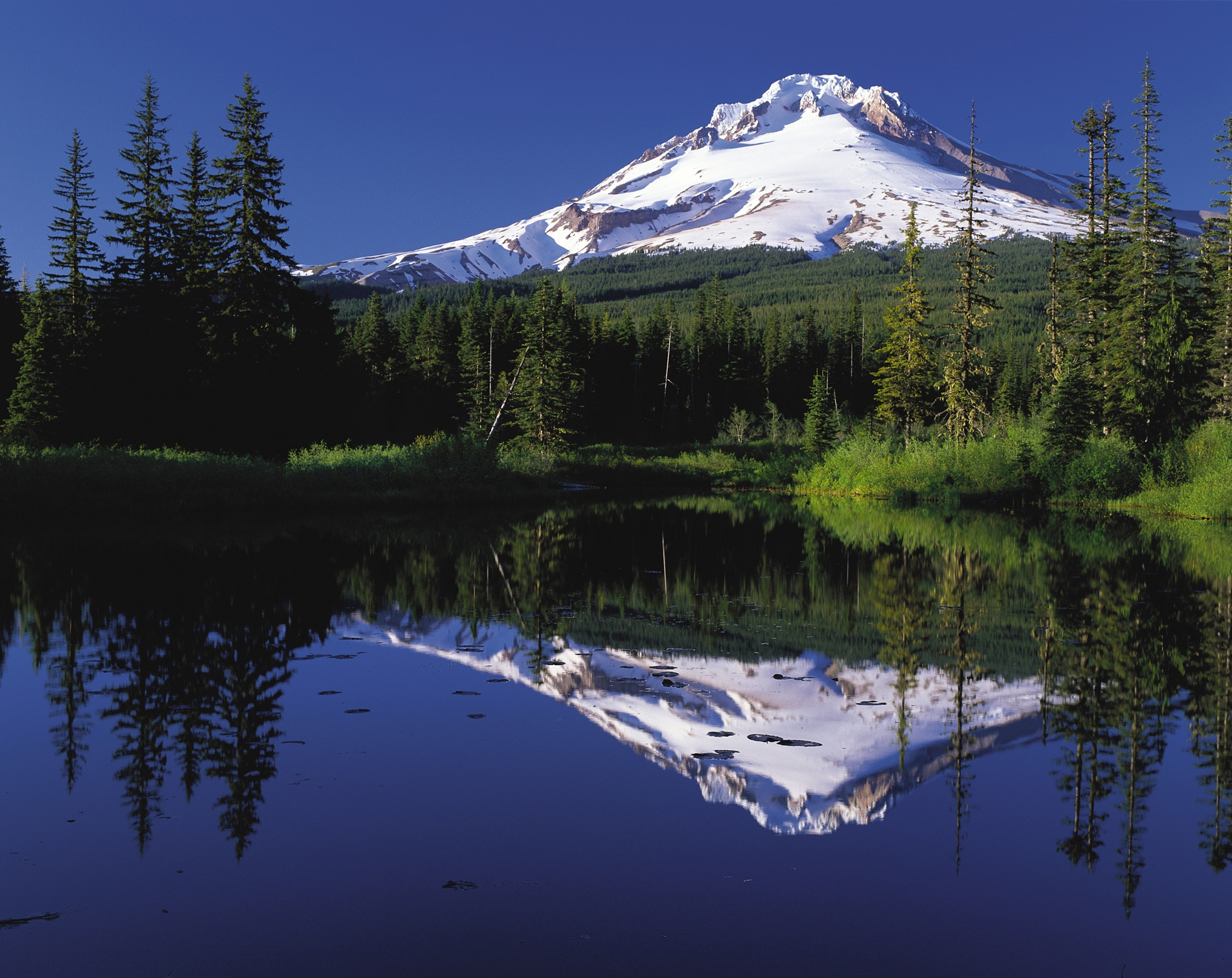
Monte Hood e Lago Trillium
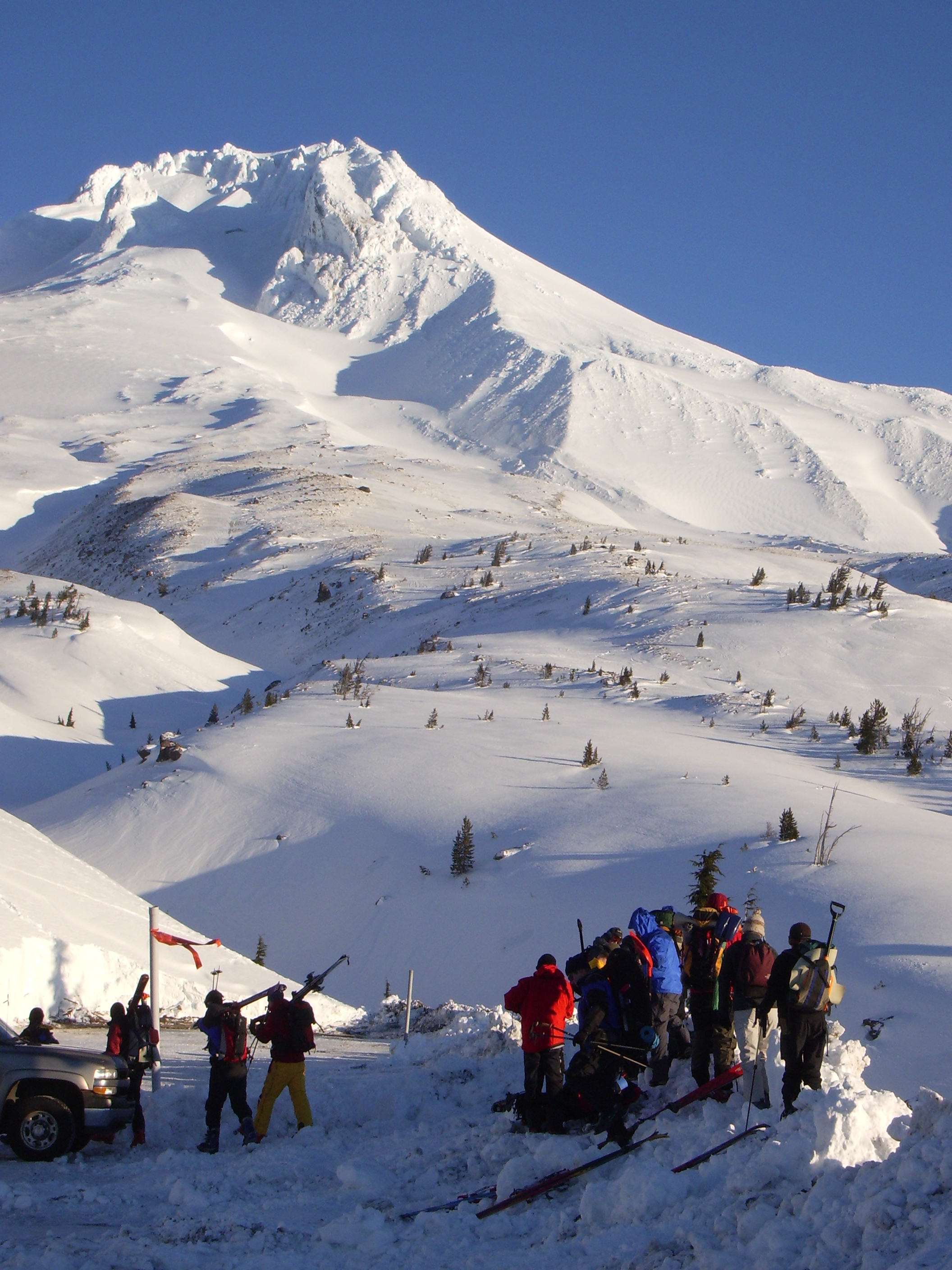
Equipas de resgate após acidente em Dezembro de 2006 no Monte Hood